# Semljicola
Semljicola là một chi nhện trong họ Linyphiidae.